# Richard Durrett
Richard Timothy Durrett, também Rick Durrett, (Anniston, Alabama, 17 de agosto de 1951) é um matemático estadunidense, que trabalha com estocástica.
Durrett obteve um doutorado em 1976 na Universidade Stanford, orientado por Donald Iglehart, com a tese Conditioned Limit Theorems for Some Null Recurrenent Markov Processes.. Foi professor da Universidade da Califórnia em Los Angeles (UCLA) e depois da Universidade Cornell e da Universidade Duke.
Foi palestrante convidado do Congresso Internacional de Matemáticos em Quioto (1990: Stochastic models of growth and competition). Em 2002 foi eleito membro da Academia de Artes e Ciências dos Estados Unidos e em 2007 da Academia Nacional de Ciências dos Estados Unidos. É fellow da American Mathematical Society e da Associação Americana para o Avanço da Ciência.

## Obras
- Brownian Motion and Martingales in Analysis, Brooks/Cole 1984
- Lecture Notes on Particle Systems and Percolation, Brooks/Cole 1988
- Probability: Theory and Examples, Cambridge University Press 2010
- Random Graph Dynamics, Cambridge University Press 2010
- Elementary Probability for Applications, Cambridge University Press 2009
- Probability models for DNA sequence evolution, 2. Ed., Springer Verlag 2008
- The Essentials of Probability, Duxberry Press 1994
- Essentials of Stochastic Processes, Springer Verlag, 2001, 2. Ed. 2012
- Stochastic Calculus: a practical introduction, CRC Press 1996
- Mutual Invadability Implies Coexistence in Spatial Models, Memoirs AMS 2002